# Rye Castle

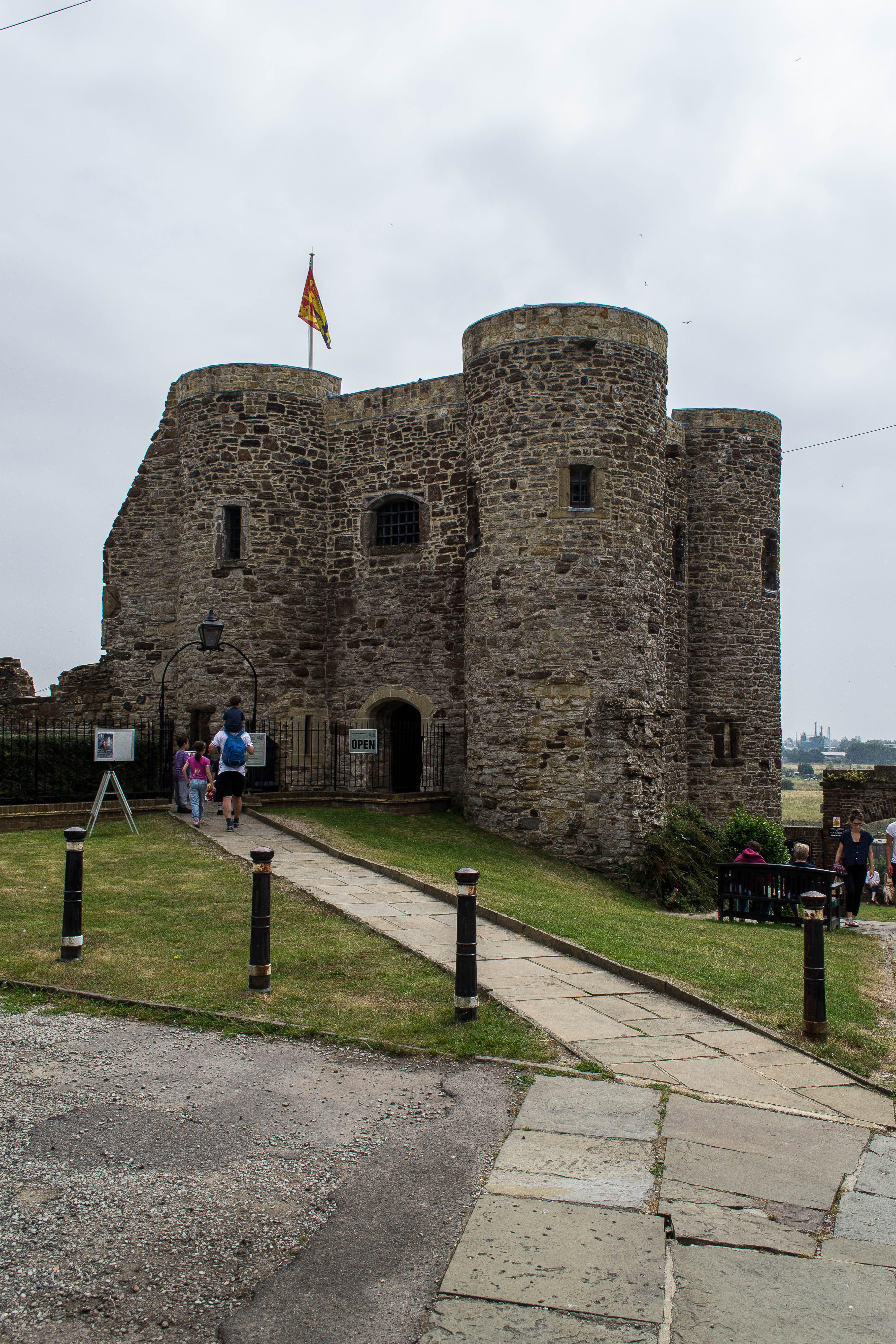
Ypres Tower oder Rye Castle

Rye Castle, auch Ypres Tower (von französisch Ypres), von den Einheimischen The Wipers genannt, ist eine Burg in Rye in der englischen Verwaltungseinheit East Sussex. Sie wurde 1249 auf Geheiß von König Heinrich III. als Bollwerk gegen die häufigen Überfälle der Franzosen gebaut. Damals war die englische Südküste unter permanenter Bedrohung durch die Franzosen, die mit England Krieg führten.
Rye war eine der Cinque Ports und bekam so königliche Privilegien mit Austausch für ihre Unterstützung des Königs im Kampf gegen die französischen Angreifer. Die Unterstützung Ryes bestand im Bau von Rye Castle.

## Rye Castle Museum
Ypres Tower ist einer der beiden Teile des Rye Castle Museum. English Heritage hat ihn als historisches Bauwerk I. Grades gelistet. Die Ausstellung in der Burg zeigt mittelalterliche Töpferarbeiten der Gegend, eine Stickerei, die viele Aspekte des Lebens in Rye und ihrer Geschichte zeigt, mittelalterliche Artefakte, Aktivitäten und Stadtpläne.
Der andere, größere Teil des Rye Castle Museums ist in der Flaschenabfüllung einer früheren Brauerei untergebracht. Die 1999 eröffnete Ausstellung zeigt die Ortsgeschichte, darunter Feuerwehrausrüstungen, die Veränderungen des Handels durch den Rückzug der See, Marinegeschichte und Schiffsbau, alte Spielzeuge und Spiele, Fotos, Stadtsiegel und archäologische Artefakte.